# Arctica
L'Arctica era un antico continente formatosi pressappoco due miliardi e mezzo di anni fa, nel Neoarcheano.
Era formato da cratoni dell'Archeano, tra cui i cratoni Slave, Wyoming, Superiore, dallo scudo canadese, dai cratoni Aldano, Anabar e Angara dello scudo siberiano ed era situato nell'attuale Oceano Artico, in prossimità del Polo Nord.
Circa un miliardo di anni fa, l'Arctica si unì alla Nena ed all'Atlantica a formare il supercontinente della Rodinia.

## Denominazione
La denominazione Arctica fu data da Rogers nel 1996, perché il mar Glaciale Artico si formò in seguito alla separazione del cratone nordamericano e del cratone siberiano. I geologi russi lo avevano indicato come Arctida nel 1987 o Cratone Iperboreano in riferimento alla mitica Iperborea dell'antica mitologia greca.
Il russo Nikolaj Šatskij nel 1935 fu il primo a proporre che la crosta della regione artica avesse un'origine continentale. Šatskij tuttavia erroneamente ritenne che la presenza di rocce metamorfiche precambriane e paleozoiche nelle Isole De Long, Wrangel e Nuova Siberia fosse dovuta alla subduzione. Altri studiosi proposero che il Nord America si fosse staccato dall'Eurasia e che il bacino Artico si fosse aperto in seguito ad una retrazione dell'Alaska.

## Il continente precambriano
Nella sua ricostruzione del ciclo di formazione dei supercontinenti, Rogers propose che l'iniziale continente Ur si sia formato circa 3 miliardi di anni fa e che abbia dato luogo alla Gondwana orientale nel medio Proterozoico per accrezione all'Antartide Orientale. L'Arctica si formò tra 2,5 e 2 miliardi di anni fa per amalgamazione dello Scudo canadese con quello siberiano e l'aggiunta della Groenlandia. Il continente Atlantica si formò circa 2 miliardi di anni fa per amalgamazione del Cratone dell'Africa occidentale e della parte orientale del Sud America. L'Arctica successivamente si accrebbe attorno a un miliardo e mezzo di anni fa per accrezione dell'Antartide Orientale e del continente Baltica per formare il supercontinente Nena. Circa un miliardo di anni fa infine Nena, Ur e Atlantica entrarono in collisione dando luogo alla formazione del supercontinente Rodinia.

## Il microcontinente del Fanerozoico
L'attuale struttura geologica della regione artica è il risultato dei processi tettonici avvenuti tra il Mesozoico e il Cenozoico (da 250 milioni di anni fa a oggi) quando si formarono il bacino amerasiatico e il bacino euroasiatico, ma la presenza di complessi metamorfici precambriani scoperti negli anni 1980 indica che doveva esserci anticamente un continente tra Laurentia, Baltica e Siberia.